# Адамсон, Роберт Эдуардович
Ро́берт Эдуа́рдович А́дамсон (эст. Robert Adamson; 16 мая 1928, Смольники, Невельский район — 10 января 1995, Локса) — советский эстонский педагог и директор школы, Герой Социалистического Труда (1978).

## Биография
Роберт Адамсон родился в 1928 году в Смольниках (ныне относится к  Плисской волости Невельского района Псковской области) в крестьянской семье. В 1937—1941 годах учился в начальной школе в Смольниках. В 1943 году оккупационные немецкие власти эвакуировали семью Адамсонов в Эстонию. В 1944—1950 годах Роберт учился в Пыльтсамааской средней школе, в 1950—1952 годах — в Таллинском учительском институте, закончив его по специальности «учитель истории». В 1952—1954 годах работал заведующим отделом образования исполнительного комитета Локсаского районного Совета депутатов трудящихся, в 1953—1956 годах учился заочно в Таллинском педагогическом институте имени Эдуарда Вильде.
В 1954 году Адамсон был назначен директором Локсаской средней школы, и на этой должности проработал вплоть до 1991 года. Был одним из основателей музыкальной школы в Локса.
В 1967 году Роберт Адамсон получил звание заслуженного учителя Эстонской ССР.
В 1976—1981 годах был членом ревизионной комиссии Центрального Комитета Компартии Эстонии.
Член ВЛКСМ с 1949 года, член КПСС с 1955 года. Неоднократно избирался в состав Харьюского и Локсаского районного комитета КП Эстонии, а также депутатом Харьюского и Локсаского райсовета.
Был избран депутатом Верховного Совета Эстонской ССР VIII созыва.
Указом Президиума Верховного Совета СССР от 27 июня 1978 года за большие заслуги в коммунистическом воспитании молодёжи Роберту Адамсону было присуждено звание Героя Социалистического Труда с вручением ордена Ленина и медали «Серп и молот». До этого Адамсон награждался орденом Трудового Красного Знамени, медалью и двумя Почётными Грамотами Президиума Верховного Совета Эстонской ССР.
В средней школе Локсы под руководством Адамсона сформировался успешный педагогический коллектив, внедрявший передовой педагогический опыт и в связи с этим достигший хороших результатов в учебно-воспитательной работе. На республиканском смотре учебных кабинетов школа заняла первое место. Большое внимание уделялось деятельности ученической организации. В школе был создан музей, отражавший революционное прошлое города и его окрестностей.
За время, когда Локсаской школой руководил Роберт Адамсон, выросла как численность учеников, так и число возведённых для школы строений. К 1957 году были построены жилой дом для учителей, гараж, котельная, и школе также передали здание бывшего парткома.
В 1987 году в школе училось 630 русских и 387 эстонских детей, обучение шло в две смены. Роберт Адамсон ходатайствовал о возведении отдельного школьного здания для русских детей, которое было готово к осени 1988 года.
Умер 10 января 1995 года. Похоронен на кладбище Лесном кладбище в Таллине.

## Награды и звания
- 1960 — орден Трудового Красного Знамени
- 1967 — заслуженный учитель Эстонской ССР[1]
- 1978 — Герой Социалистического Труда[7]

## Переименование Локсаской школы
В 2005 году по инициативе горсобрания Локса, большинство в котором составляли члены Центристской партии, Локсаской 1-й средней школе было присвоено звание Роберта Адамсона. Это вызвало протест со стороны учеников и учителей школы, недовольных тем, что данная инициатива не обсуждалась с руководством школы, что всё прошло поспешно, что директору школы не дали слова на заседании комиссии, рассматривавшей вопрос о переименовании школы, и в целом выступавших против того, чтобы школа носила имя коммуниста и Героя Социалистического Труда. Из 146 учеников 7—12 классов школы 134 человека поставили свои подписи под письмом протеста, которое горсобрание посчитало «несущественным».
Тогдашний абитуриент школы Сийм Тамм предположил, что это переименование имеет политический подтекст. «У нас тут русский город, и это для того, чтобы получить голоса русских, — сказал Тамм. — В своё время Роберт Адамсон способствовал созданию в городе русской школы»
«Детям не нравится то, что он [Адамсон] был коммунистом?» — задал вопрос директору школы журналист эстонской газеты «Õhtuleht».
«Да, — ответил директор, — Хотя время само по себе ещё не делает человека плохим. Но у нас были и другие легендарные директора, например, основатель школы Арнольд Микивер [прим. — отец эстонского актёра Микка Микивера] и другие. Арнольд Микивер был 30 лет директором школы... Мы хотим, чтобы наше мнение тоже спросили».
Ситуация обострилась настолько, что, когда ученики школы начали перед зданием горсобрания пикет против переименования школы, супруга председателя горсобрания Вярнера Лоотсманна (Центристская партия), руководитель местного культурного центра Хелле Лоотсманн вызвала полицию и высказала мнение, что «такая школа и такие ученики не достойны имени Роберта Адамсона».
В 2002 году в Локсаской эстонской школе было проведено анкетирование учеников по вопросу объединения русской и эстонской школ. Из 176 заполнивших анкету только 16 человек были за объединение. Остальные аргументировали своё отрицательное мнение тем, что школа должна оставаться культурно-образовательным центром, и обе национальности должны знать свои корни и беречь свою культуру. А эстонский язык можно хорошо преподавать и в русской школе.
Велло Сатс, выпускник Локсаской школы, бывший в конце 1990-х годов её директором, был доволен годами, когда школой руководил Роберт Адамсон. В школе в то время работала учителем истории жена Роберта Адамсона Ильме Адамсон (1930—2010), которую бывшие ученики тоже вспоминали добрыми словами. Председатель попечительского совета школы Пеэтер Валк в 1997 году отметил: «Локсаской школе с директорами повезло. Имею в виду как легендарного Роберта Адамсона, так и нынешнего молодого и энергичного человека».